# Союз ТМА-5
«Союз ТМА-5» — пилотируемый космический корабль серии «Союз ТМА».

## Параметры полёта
- Масса аппарата — 7,25 т;
- Наклонение орбиты — 51,7°;
- Период обращения — 89,6 мин;
- Перигей — 204 (359) км;
- Апогей — 238 (377) км.

## Экипаж старта
- Командир корабля — Салижан Шарипов  (2-й полёт)
- Бортинженер-1 — Лерой Чиао (англ. Leroy Chiao)  (США) (4-й полёт)
- Бортинженер-2 — Юрий Шаргин  (1-й полёт)

## Дублирующий экипаж
- Командир корабля — Валерий Токарев
- Бортинженер-1 — Уильям МакАртур (англ. William McArthur)  (США)

## Экипаж возвращения
- Командир корабля — Салижан Шарипов
- Бортинженер-1 — Лерой Чиао  (США)
- Бортинженер-2 — Роберто Виттори  (Италия)

## Описание полёта

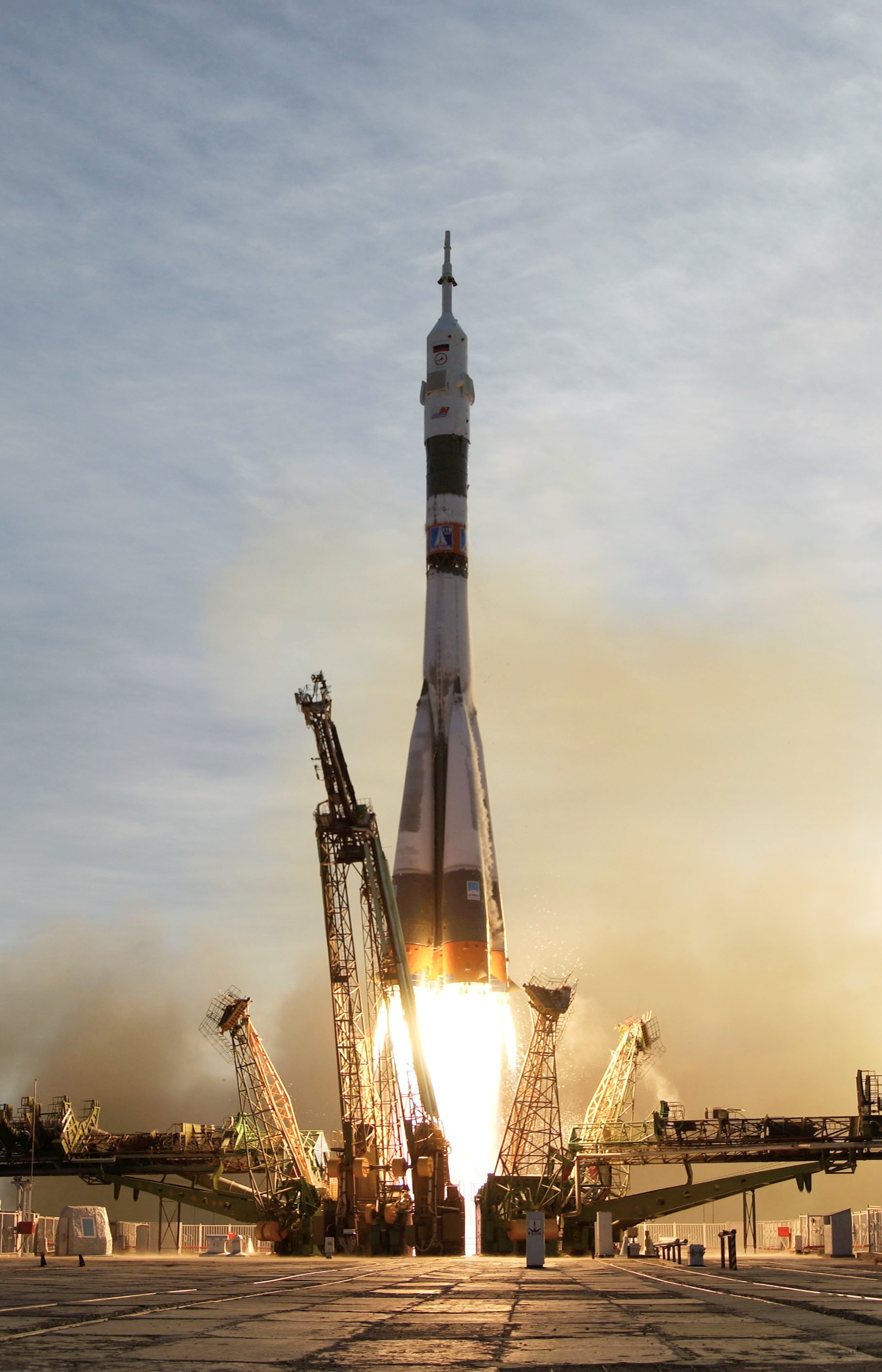
Старт корабля

Программой полёта предусматривалась стыковка корабля «Союз ТМА-5» с Международной космической станцией (МКС) и смена основного экипажа МКС. В это время на МКС находился 9-й основной экипаж — Юрий Маленченко и Эдвард Финк. 10-й основной экипаж МКС — Лерой Чиао и Салижан Шарипов — работали на МКС до 25 апреля 2005 года.
Космонавт ракетно-космических войск России Юрий Шаргин проводил на МКС исследования и эксперименты в течение 9 суток и вернулся на Землю вместе с экипажем МКС-9 на корабле «Союз ТМА-4».
Основной экипаж МКС-10 проводил различные научные исследования и эксперименты, поддерживал МКС в рабочем состоянии. Чиао и Шарипов осуществили два выхода в открытый космос.
- Первый выход 26 января, продолжительностью 5 часов 29 минут.
- Второй выход 28 марта, продолжительностью 4 часа 30 минут. Космонавты установили на внешней поверхности модуля «Звезда» антенны, необходимые для коммуникации с европейским грузовым кораблём (ATV, Automated Transfer Vehicle), который планируется отправить к МКС в 2006 году. Также, Салижан Шарипов запустил наноспутник.

Во время пребывания на МКС экипаж МКС-10 принял и разгрузил два грузовых космических корабля «Прогресс».